# トルクメン語
トルクメン語（トルクメンご、トルクメン語: Türkmençe、英: Turkmen language）は、中央アジアなどの地域で使用される言語の一種である。トルコ語、アゼルバイジャン語と同じテュルク諸語の南西語群（オグズ語群）に属し、トルクメニスタン、イラン北東部、アフガニスタン北西部などの地域で話されている。
トルクメン語はトルクメニスタンの公用語に制定されている。また、アフガニスタンの一部の地域ではトルクメン語はパシュトー語、ダリー語に次ぐ第三の公用語として認められている。

## 特徴
トルクメン人が話すトルクメン語は部族ごとに方言的な違いがあり、トルクメニスタンでのトルクメン語の標準語はテケ部族の方言に基づいたものが用いられている。
テュルク諸語の南西語群（オグズ語群）に分類されるが、同じ南西語群のトルコ語、アゼルバイジャン語とは音韻、形態において差異が存在する。サハ語と同じく、トルクメン語はテュルク祖語の長母音が継承されているが、一部を除いて母音の長短の区別は文字表記に反映されない。
トルクメン語が文字によって表記されるようになった時期は比較的遅く、1940年以後キリル文字によって表記されていたが、トルクメニスタン独立後に独自のラテン文字アルファベットが制定され、ラテン文字にいくつかの変更を加えた文字が使用されている。

## 方言
- Khasarli (tuk-kha)
- Yomud (tuk-yom)
- Salyr (tuk-sal)
- Teke (tuk-tek)
- Anauli (tuk-ana)
- Cawdur (tuk-caw)
- Saryq (tuk-sar)
- Goklen (tuk-gok)
- Nerezim (tuk-ner)
- Esari (tuk-esa)
- Nokhurli (tuk-nok)

## 表記体系
伝統的にはアラビア文字で書かれるが、トルクメニスタンではソビエト連邦時代にキリル文字が使われるようになった。
独立後の1990年代にラテン文字による正書法が考案され、文字の切り替えが進められている。導入当初は通貨記号（£、$、¢、¥）などを用いた独特の表記だったが、後にトルコ語風の表記に変更された。